# Станове (могильник)
Станове — могильник і скарб із 53-х бронзових виробів доби пізньої бронзи — початку епохи раннього заліза (13—12 ст. до н. е.) поблизу с. Станове Мукачівського району Закарпатської обл.
Найбільший вклад у вивчення культури зробили Т.Легоцький, К.Бернякович і Е.Балагурі.
Пам'ятка стала епонімом культури Фельшесевч-Станове (станівська культура), поширеної також у Півнчно-Східній Угорщині та Північній Трансильванії. У Закарпатській, Львівській, інших суміжних областях виявлено низку поселень, могильників і скарбів цієї культури.
Крім землеробства і скотарства, племена займалися бронзоливарним виробництвом. Значна кількість бронзових прикрас, предметів озброєння, оборонне будівництво — свідчення майнової нерівності, виділення родової верхівки, збройних сутичок.